# Mannia fragrans
Mannia fragrans là một loài rêu trong họ Aytoniaceae. Loài này được Balb. Frye & L. Clark mô tả khoa học đầu tiên năm 1937.